# Список астероїдів (159301—159400)
| Назва                           | Тимчасове позначення | Дата відкриття   | Місце відкриття                    | Відкривач                                              |
| ------------------------------- | -------------------- | ---------------- | ---------------------------------- | ------------------------------------------------------ |
| (159301) 2006 BD62              | 2006 BD62            | 22 січня 2006    | Каталінський огляд                 | Каталінський огляд                                     |
| (159302) 2006 BF65              | 2006 BF65            | 22 січня 2006    | Обсерваторія Маунт-Леммон          | Обсерваторія Маунт-Леммон                              |
| (159303) 2006 BY66              | 2006 BY66            | 23 січня 2006    | Обсерваторія Кітт-Пік              | Spacewatch                                             |
| (159304) 2006 BK77              | 2006 BK77            | 23 січня 2006    | Обсерваторія Маунт-Леммон          | Обсерваторія Маунт-Леммон                              |
| (159305) 2006 BG79              | 2006 BG79            | 23 січня 2006    | Обсерваторія Кітт-Пік              | Spacewatch                                             |
| (159306) 2006 BA81              | 2006 BA81            | 23 січня 2006    | Обсерваторія Кітт-Пік              | Spacewatch                                             |
| (159307) 2006 BY89              | 2006 BY89            | 25 січня 2006    | Обсерваторія Кітт-Пік              | Spacewatch                                             |
| (159308) 2006 BV98              | 2006 BV98            | 25 січня 2006    | Каталінський огляд                 | Каталінський огляд                                     |
| (159309) 2006 BO100             | 2006 BO100           | 28 січня 2006    | Обсерваторія 7300                  | Вільям Йон                                             |
| (159310) 2006 BG101             | 2006 BG101           | 23 січня 2006    | Обсерваторія Маунт-Леммон          | Обсерваторія Маунт-Леммон                              |
| (159311) 2006 BV101             | 2006 BV101           | 23 січня 2006    | Обсерваторія Маунт-Леммон          | Обсерваторія Маунт-Леммон                              |
| (159312) 2006 BE149             | 2006 BE149           | 23 січня 2006    | Каталінський огляд                 | Каталінський огляд                                     |
| (159313) 2006 BF150             | 2006 BF150           | 24 січня 2006    | Станція Андерсон-Меса              | LONEOS                                                 |
| (159314) 2006 BQ152             | 2006 BQ152           | 25 січня 2006    | Обсерваторія Кітт-Пік              | Spacewatch                                             |
| (159315) 2006 BU166             | 2006 BU166           | 26 січня 2006    | Обсерваторія Маунт-Леммон          | Обсерваторія Маунт-Леммон                              |
| (159316) 2006 BY185             | 2006 BY185           | 28 січня 2006    | Обсерваторія Маунт-Леммон          | Обсерваторія Маунт-Леммон                              |
| (159317) 2006 BK195             | 2006 BK195           | 30 січня 2006    | Обсерваторія Кітт-Пік              | Spacewatch                                             |
| (159318) 2006 BG207             | 2006 BG207           | 31 січня 2006    | Обсерваторія Маунт-Леммон          | Обсерваторія Маунт-Леммон                              |
| (159319) 2006 BT220             | 2006 BT220           | 30 січня 2006    | Обсерваторія Кітт-Пік              | Spacewatch                                             |
| (159320) 2006 BH222             | 2006 BH222           | 30 січня 2006    | Обсерваторія Кітт-Пік              | Spacewatch                                             |
| (159321) 2006 BZ267             | 2006 BZ267           | 26 січня 2006    | Каталінський огляд                 | Каталінський огляд                                     |
| (159322) 2006 BY270             | 2006 BY270           | 26 січня 2006    | Паломарська обсерваторія           | NEAT                                                   |
| (159323) 2006 BH274             | 2006 BH274           | 23 січня 2006    | Обсерваторія Маунт-Леммон          | Обсерваторія Маунт-Леммон                              |
| (159324) 2006 CW11              | 2006 CW11            | 1 лютого 2006    | Обсерваторія Кітт-Пік              | Spacewatch                                             |
| (159325) 2006 CN14              | 2006 CN14            | 1 лютого 2006    | Обсерваторія Кітт-Пік              | Spacewatch                                             |
| (159326) 2006 CL15              | 2006 CL15            | 1 лютого 2006    | Обсерваторія Кітт-Пік              | Spacewatch                                             |
| (159327) 2006 CW26              | 2006 CW26            | 2 лютого 2006    | Обсерваторія Кітт-Пік              | Spacewatch                                             |
| (159328) 2006 CF27              | 2006 CF27            | 2 лютого 2006    | Обсерваторія Кітт-Пік              | Spacewatch                                             |
| (159329) 2006 CA50              | 2006 CA50            | 3 лютого 2006    | Обсерваторія Маунт-Леммон          | Обсерваторія Маунт-Леммон                              |
| (159330) 2006 CZ50              | 2006 CZ50            | 4 лютого 2006    | Обсерваторія Кітт-Пік              | Spacewatch                                             |
| (159331) 2006 DU5               | 2006 DU5             | 20 лютого 2006   | Каталінський огляд                 | Каталінський огляд                                     |
| (159332) 2006 DM10              | 2006 DM10            | 20 лютого 2006   | Обсерваторія Кітт-Пік              | Spacewatch                                             |
| (159333) 2006 DL26              | 2006 DL26            | 20 лютого 2006   | Обсерваторія Маунт-Леммон          | Обсерваторія Маунт-Леммон                              |
| (159334) 2006 DT41              | 2006 DT41            | 23 лютого 2006   | Обсерваторія Маунт-Леммон          | Обсерваторія Маунт-Леммон                              |
| (159335) 2006 DE67              | 2006 DE67            | 22 лютого 2006   | Станція Андерсон-Меса              | LONEOS                                                 |
| (159336) 2006 DD79              | 2006 DD79            | 24 лютого 2006   | Обсерваторія Кітт-Пік              | Spacewatch                                             |
| (159337) 2006 DQ163             | 2006 DQ163           | 27 лютого 2006   | Обсерваторія Маунт-Леммон          | Обсерваторія Маунт-Леммон                              |
| (159338) 2006 DG198             | 2006 DG198           | 26 лютого 2006   | Станція Андерсон-Меса              | LONEOS                                                 |
| (159339) 2006 EE14              | 2006 EE14            | 2 березня 2006   | Обсерваторія Кітт-Пік              | Spacewatch                                             |
| (159340) 2006 EF14              | 2006 EF14            | 2 березня 2006   | Обсерваторія Кітт-Пік              | Spacewatch                                             |
| (159341) 2006 FX1               | 2006 FX1             | 23 березня 2006  | Обсерваторія Маунт-Леммон          | Обсерваторія Маунт-Леммон                              |
| (159342) 2006 JR                | 2006 JR              | 2 травня 2006    | Обсерваторія Сайдинг-Спрінг        | Обсерваторія Сайдинг-Спрінг                            |
| (159343) 2006 QP112             | 2006 QP112           | 23 серпня 2006   | Паломарська обсерваторія           | NEAT                                                   |
| (159344) 2006 QS142             | 2006 QS142           | 29 серпня 2006   | Каталінський огляд                 | Каталінський огляд                                     |
| (159345) 2006 SV12              | 2006 SV12            | 16 вересня 2006  | Паломарська обсерваторія           | NEAT                                                   |
| (159346) 2006 SM212             | 2006 SM212           | 26 вересня 2006  | Обсерваторія Кітт-Пік              | Spacewatch                                             |
| (159347) 2006 XS15              | 2006 XS15            | 10 грудня 2006   | Обсерваторія Кітт-Пік              | Spacewatch                                             |
| (159348) 2007 CJ61              | 2007 CJ61            | 15 лютого 2007   | Каталінський огляд                 | Каталінський огляд                                     |
| (159349) 2007 DL4               | 2007 DL4             | 16 лютого 2007   | Обсерваторія Маунт-Леммон          | Обсерваторія Маунт-Леммон                              |
| (159350) 2007 DL100             | 2007 DL100           | 25 лютого 2007   | Каталінський огляд                 | Каталінський огляд                                     |
| 159351 Леонпаскаль (Leonpascal) | 2007 EB10            | 10 березня 2007  | Обсерваторія Наеф-Епендес          | Петер Кохер                                            |
| (159352) 2007 EZ47              | 2007 EZ47            | 9 березня 2007   | Обсерваторія Кітт-Пік              | Spacewatch                                             |
| (159353) 2007 EU88              | 2007 EU88            | 9 березня 2007   | Обсерваторія Кітт-Пік              | Spacewatch                                             |
| (159354) 2007 EL137             | 2007 EL137           | 11 березня 2007  | Обсерваторія Кітт-Пік              | Spacewatch                                             |
| (159355) 2007 EA138             | 2007 EA138           | 11 березня 2007  | Обсерваторія Кітт-Пік              | Spacewatch                                             |
| (159356) 2007 ES180             | 2007 ES180           | 14 березня 2007  | Обсерваторія Маунт-Леммон          | Обсерваторія Маунт-Леммон                              |
| (159357) 2007 EF204             | 2007 EF204           | 10 березня 2007  | Обсерваторія Кітт-Пік              | Spacewatch                                             |
| (159358) 2007 FA31              | 2007 FA31            | 20 березня 2007  | Обсерваторія Кітт-Пік              | Spacewatch                                             |
| (159359) 2007 FX35              | 2007 FX35            | 25 березня 2007  | Каталінський огляд                 | Каталінський огляд                                     |
| (159360) 2007 FF39              | 2007 FF39            | 30 березня 2007  | Паломарська обсерваторія           | NEAT                                                   |
| (159361) 2007 GU23              | 2007 GU23            | 11 квітня 2007   | Обсерваторія Кітт-Пік              | Spacewatch                                             |
| (159362) 2007 GX44              | 2007 GX44            | 14 квітня 2007   | Обсерваторія Кітт-Пік              | Spacewatch                                             |
| (159363) 2007 HT23              | 2007 HT23            | 18 квітня 2007   | Обсерваторія Кітт-Пік              | Spacewatch                                             |
| (159364) 4854 P-L               | 4854 P-L             | 24 вересня 1960  | Паломарська обсерваторія           | К. Й. ван Гаутен, І. ван Гаутен-Ґроневельд, Т. Герельс |
| (159365) 6752 P-L               | 6752 P-L             | 24 вересня 1960  | Паломарська обсерваторія           | К. Й. ван Гаутен, І. ван Гаутен-Ґроневельд, Т. Герельс |
| (159366) 3133 T-2               | 3133 T-2             | 30 вересня 1973  | Паломарська обсерваторія           | К. Й. ван Гаутен, І. ван Гаутен-Ґроневельд, Т. Герельс |
| (159367) 1977 OX                | 1977 OX              | 22 липня 1977    | Обсерваторія Сайдинг-Спрінг        | Роберт МакНот                                          |
| (159368) 1979 QB                | 1979 QB              | 22 серпня 1979   | Паломарська обсерваторія           | Е. Гелін                                               |
| (159369) 1993 UJ4               | 1993 UJ4             | 20 жовтня 1993   | Обсерваторія Ла-Сілья              | Ерік Вальтер Ельст                                     |
| (159370) 1994 JA2               | 1994 JA2             | 1 травня 1994    | Обсерваторія Кітт-Пік              | Spacewatch                                             |
| (159371) 1995 CG8               | 1995 CG8             | 2 лютого 1995    | Обсерваторія Кітт-Пік              | Spacewatch                                             |
| (159372) 1995 YP7               | 1995 YP7             | 16 грудня 1995   | Обсерваторія Кітт-Пік              | Spacewatch                                             |
| (159373) 1996 FD18              | 1996 FD18            | 22 березня 1996  | Обсерваторія Ла-Сілья              | Ерік Вальтер Ельст                                     |
| (159374) 1996 RW7               | 1996 RW7             | 6 вересня 1996   | Обсерваторія Кітт-Пік              | Spacewatch                                             |
| (159375) 1996 XQ31              | 1996 XQ31            | 8 грудня 1996    | Станція Сінлун                     | SCAP                                                   |
| (159376) 1997 GW31              | 1997 GW31            | 15 квітня 1997   | Обсерваторія Кітт-Пік              | Spacewatch                                             |
| (159377) 1997 TO1               | 1997 TO1             | 3 жовтня 1997    | Коссоль                            | ODAS                                                   |
| (159378) 1997 TS20              | 1997 TS20            | 4 жовтня 1997    | Обсерваторія Кітт-Пік              | Spacewatch                                             |
| (159379) 1998 AQ5               | 1998 AQ5             | 8 січня 1998     | Коссоль                            | ODAS                                                   |
| (159380) 1998 CV                | 1998 CV              | 4 лютого 1998    | Обсерваторія Клеть                 | Мілош Тіхі, Зденек Моравец                             |
| (159381) 1998 FB                | 1998 FB              | 16 березня 1998  | Обсерваторія Санта-Лючія Стронконе | Обсерваторія Санта-Лючія Стронконе                     |
| (159382) 1998 FQ110             | 1998 FQ110           | 31 березня 1998  | Сокорро (Нью-Мексико)              | LINEAR                                                 |
| (159383) 1998 FC136             | 1998 FC136           | 28 березня 1998  | Сокорро (Нью-Мексико)              | LINEAR                                                 |
| (159384) 1998 HO147             | 1998 HO147           | 23 квітня 1998   | Сокорро (Нью-Мексико)              | LINEAR                                                 |
| (159385) 1998 KC7               | 1998 KC7             | 22 травня 1998   | Станція Андерсон-Меса              | LONEOS                                                 |
| (159386) 1998 KE58              | 1998 KE58            | 28 травня 1998   | Станція Сінлун                     | SCAP                                                   |
| (159387) 1998 MT18              | 1998 MT18            | 19 червня 1998   | Коссоль                            | ODAS                                                   |
| (159388) 1998 OL11              | 1998 OL11            | 26 липня 1998    | Обсерваторія Ла-Сілья              | Ерік Вальтер Ельст                                     |
| (159389) 1998 QW3               | 1998 QW3             | 22 серпня 1998   | Обсерваторія Галеакала             | NEAT                                                   |
| (159390) 1998 QJ11              | 1998 QJ11            | 17 серпня 1998   | Сокорро (Нью-Мексико)              | LINEAR                                                 |
| (159391) 1998 QD28              | 1998 QD28            | 26 серпня 1998   | Обсерваторія Кітт-Пік              | Spacewatch                                             |
| (159392) 1998 QY35              | 1998 QY35            | 17 серпня 1998   | Сокорро (Нью-Мексико)              | LINEAR                                                 |
| (159393) 1998 SR15              | 1998 SR15            | 16 вересня 1998  | Обсерваторія Кітт-Пік              | Spacewatch                                             |
| (159394) 1998 SK37              | 1998 SK37            | 21 вересня 1998  | Обсерваторія Кітт-Пік              | Spacewatch                                             |
| (159395) 1998 SQ41              | 1998 SQ41            | 25 вересня 1998  | Обсерваторія Кітт-Пік              | Spacewatch                                             |
| (159396) 1998 SH70              | 1998 SH70            | 21 вересня 1998  | Сокорро (Нью-Мексико)              | LINEAR                                                 |
| (159397) 1998 SD90              | 1998 SD90            | 26 вересня 1998  | Сокорро (Нью-Мексико)              | LINEAR                                                 |
| (159398) 1998 TN38              | 1998 TN38            | 12 жовтня 1998   | Станція Андерсон-Меса              | LONEOS                                                 |
| (159399) 1998 UL1               | 1998 UL1             | 18 жовтня 1998   | Сокорро (Нью-Мексико)              | LINEAR                                                 |
| (159400) 1998 VL                | 1998 VL              | 7 листопада 1998 | Обсерваторія Ґудрайк-Піґотт        | Рой Такер                                              |